# Fundy—Royal (circonscription fédérale)
Ne doit pas être confondu avec la circonscription actuelle de Fundy Royal.
Fundy—Royal était une circonscription électorale fédérale du Nouveau-Brunswick, au Canada, dont le représentant a siégé à la Chambre des communes de 1966 à 2003. 

## Histoire
À sa création en 1966, la circonscription était composée des paroisses d'Alma, Elgin, Harvey, Hillsborough et Hopewell (comté d'Albert), d'une partie des paroisses de St. Martins et de Simonds (comté de Saint-Jean), du comté de Kings, des paroisses de Brunswick, Cambridge, Canning, Chipman, Gagetown, Hampstead, Johnston, Waterborough et Wickham (comté de Queens) et de la paroisse de Northfield (comté de Sunbury).
En 1976, les nouvelles limites englobent le comté d'Albert (sauf la ville de Riverview), le comté de Kings, le comté de Queens, la partie du comté de Saint-Jean située à l'est de la circonscription électorale de Saint-Jean et la partie du comté de Sunbury qui comprend les paroisses de Northfield et de Sheffield.
En 1987, la partie du comté de Saint-Jean correspond à une partie des paroisses de St. Martins et de Simonds et la paroisse de Sheffield est enlevée.
En 1996, la partie du comté d'Albert est enlevée, la paroisse de Greenwich, une partie de celle de Westfield, le village de Westfield et la ville de Grand Bay du comté de Kings sont également enlevés, la partie du comté de Queens ne correspond plus qu'aux paroisses de Chipman, Waterborough, Canning, Cambridge, Johnston, Brunswick et Wickham, aux villages de Chipman, Cambridge Narrows et Minto et enfin la partie du comté de Sunbury ne comprend plus que le village de Minto et la paroisse de Northfield.
La circonscription est abolie en 2003.

## Liste des députés successifs
Cette circonscription fut représentée par les députés suivants :
|  | Législature | Date élection    | Député             | Profession           | Parti                     |
|  | ----------- | ---------------- | ------------------ | -------------------- | ------------------------- |
|  | 28e         | 25 juin 1968     | Gordon Fairweather | Avocat               | Progressiste-conservateur |
|  | 29e         | 30 octobre 1972  | Gordon Fairweather | Avocat               | Progressiste-conservateur |
|  | 30e         | 8 juillet 1974   | Gordon Fairweather | Avocat               | Progressiste-conservateur |
|  | ¹           | 16 octobre 1978  | Robert Corbett     | Homme d'affaires     | Progressiste-conservateur |
|  | 31e         | 22 mai 1979      | Robert Corbett     | Homme d'affaires     | Progressiste-conservateur |
|  | 32e         | 18 février 1980  | Robert Corbett     | Homme d'affaires     | Progressiste-conservateur |
|  | 33e         | 4 septembre 1984 | Robert Corbett     | Homme d'affaires     | Progressiste-conservateur |
|  | 34e         | 21 novembre 1988 | Robert Corbett     | Homme d'affaires     | Progressiste-conservateur |
|  | 35e         | 25 octobre 1993  | Paul Zed           | Avocat               | Libéral                   |
|  | 36e         | 2 juin 1997      | John Herron        | Directeur des ventes | Progressiste-conservateur |
|  | 37e         | 27 novembre 2000 | John Herron        | Homme d'affaires     | Progressiste-conservateur |

¹ Election partielle due à la démission de M. Fairweather